# Johnny Rodríguez (Sänger)
Johnny Rodríguez (Juan Losada Rodríguez Cappadocia,  Juan de Capadocia Rodríguez Lozada; * 10. Oktober 1912 in Camuy; † 3. Februar 1997 in New York City) war ein puerto-ricanischer Sänger und Komponist.

## Leben
Johnny Rodríguez war der älteste von sechs Geschwistern; auch sein Bruder Tito wurde als Sänger bekannt. Nach dem Abschluss der Escuela Luchetti in San Juan trat er beim Radiosender WKAQ auf und arbeitete mit den Orchestern von Mario Dumont, Ralph Sánchez, Armando Valdespí, Rafael Muñoz und Noro Morales zusammen. 1930 gründete er das Cuarteto de Estrellas Boricuas.
1935 erhielt er einen Vertrag bei der RCA und ging nach New York, wo er seine erfolgreiche Laufbahn als Sänger und Komponist fortsetzte. Im Jahr 1940 gründete er mit Lalo Martínez und Manuel Jiménez das Trío de Johnny Rodríguez, das in der Zeit des Zweiten Weltkriegs mit der Sendung Música para las Américas bei CBS populär wurde. Im Jahr 1957 kehrte Rodríguez nach Puerto Rico zurück und gründete den Nachtclub El Cotorrito, der mit der Qualität seiner Programme internationale Anerkennung fand.
Zu den bekanntesten Kompositionen Rodríguez’ zählen Fichas Negras, die Rumba Campana gancho und der Bolero Divino amor. Auch Jalda arriba, die Hymne der Partido Popular Democrático (PDP) stammt von ihm.